# Cantone di Hérouville-Saint-Clair
Il Cantone di Hérouville-Saint-Clair è una divisione amministrativa dell'arrondissement di Caen.
È stato costituito a seguito della riforma approvata con decreto del 17 febbraio 2014, che ha avuto attuazione dopo le elezioni dipartimentali del 2015.

## Composizione
Comprende i seguenti 2 comuni:
- Colombelles
- Hérouville-Saint-Clair